# Белейр-Шор (Флорида)
Белейр-Шор (англ. Belleair Shore) — місто (англ. town) в США, в окрузі Пінеллас штату Флорида. Населення — 73 особи (2020).

## Географія
Белейр розташований за координатами 27°55′2″ пн. ш. 82°50′43″ зх. д. / 27.91722° пн. ш. 82.84528° зх. д. (27.917092, -82.845402). За даними Бюро перепису населення США в 2010 році місто мало площу 0,91 км², з яких 0,15 км² — суходіл та 0,76 км² — водойми.

## Демографія
Згідно з переписом 2010 року, у місті мешкало 109 осіб у 45 домогосподарствах у складі 35 родин. Густота населення становила 119 осіб/км². Було 55 помешкань (60/км²). 
Расовий склад населення:
| - 84,4 % — білих - 1,8 % — азіатів - 0,9 % — чорних або афроамериканців |

До двох чи більше рас належало 11,9 %. Іспаномовні становили 4,6 % усіх жителів.
За віковим діапазоном населення розподілялося таким чином: 19,3 % — особи молодші 18 років, 50,4 % — особи у віці 18—64 років, 30,3 % — особи у віці 65 років та старші. Медіана віку мешканця становила 54,1 року. На 100 осіб жіночої статі у місті припадало 94,6 чоловіків; на 100 жінок у віці від 18 років та старших — 104,7 чоловіків також старших 18 років.
Середній дохід на одне домашнє господарство становив 352 513 долари США (медіана — 216 250), а середній дохід на одну сім'ю — 362 430 доларів (медіана — 231 250). 
Цивільне працевлаштоване населення становило 23 особи. Основні галузі зайнятості: фінанси, страхування та нерухомість — 26,1 %, виробництво — 21,7 %, публічна адміністрація — 13,0 %, роздрібна торгівля — 8,7 %.